# DHF's Landspokalturnering 2014
DHF's landspokalturnering i 2014 var den 51. udgave af DHF's Landspokalturnering. De landsdækkende runder indledtes med 1/8-finalerne i august 2014 og afsluttedes for mændenes vedkommende med et final four-stævne i Gigantium i Aalborg  28.-29. marts 2015, hvor Skjern Håndbold vandt finalen med 24-20 over Team Tvis Holstebro. Kvindernes finale blev spillet 27. december 2014 i Jysk Arena og blev vundet af FC Midtjylland Håndbold med 32-26 over Team Tvis Holstebro.

## Datoer
Her er en oversigt over, hvornår der bliver trukket lod til de forskellige runder og, hvornår kampene skal spilles.
| Runde        | Mænd        | Mænd         | Kvinder     | Kvinder      |
| Runde        | Lodtrækning | Spilledatoer | Lodtrækning | Spilledatoer |
| ------------ | ----------- | ------------ | ----------- | ------------ |
| 1/8-finaler  | 2. juni     | 27. aug.     | 2. juni     | 29.-31. aug. |
| Kvartfinaler | 2. sep.     | 22. okt.     | 2. sep.     | 1. okt.      |
| Semifinaler  | Afventer    | 28. mar. '15 | 2. okt.     | 29. okt.     |
| Finale       | Afventer    | 29. mar. '15 | -           | 27. dec.     |

## Mænd

### 1/8-finaler
Tolv hold fra Jylland og fire hold fra Østdanmark (inkl. Fyn) har kvalificeret sig til 1/8-finalerne. Der blev trukket lod til 1/8-finalerne 2. juni 2014 og kampene spilles 27. august 2014.
| Dato  | Hjemmehold               | Udehold               | Resultat |
| ----- | ------------------------ | --------------------- | -------- |
| 27.8  | Odder Håndbold           | Aalborg Håndbold      | 21-24    |
| 27.8  | Nordsjælland Håndbold    | Skanderborg Håndbold  | 24-26    |
| 27.8  | TM Tønder Håndbold       | KIF Kolding København | 17-34    |
| 27.8  | TMS Ringsted             | Skjern Håndbold       | 23-35    |
| 27.8  | Ajax København           | Mors-Thy Håndbold     | 23-21    |
| 27.8  | Lemvig-Thyborøn Håndbold | GOG                   | 26-31    |
| 27.8  | Åstrup/H. - Grenå        | SønderjyskE Håndbold  | 14-36    |
| 27.8  | Skive fH                 | Team Tvis Holstebro   | 23-31    |
| Kilde |                          |                       |          |

### Kvartfinaler
Her deltager de otte vinderhold fra 1/8-finalerne. 
| Dato  | Hjemmehold           | Udehold               | Resultat |
| ----- | -------------------- | --------------------- | -------- |
| 22.10 | Skanderborg Håndbold | Team Tvis Holstebro   | 25-29    |
| 22.10 | SønderjyskE Håndbold | Aalborg Håndbold      | 21-26    |
| 22.10 | Ajax København       | Skjern Håndbold       | 21-27    |
| 22.10 | GOG                  | KIF Kolding København | 35-36    |
| Kilde |                      |                       |          |

### Final 4
De fire vindere af kvartfinalerne spiller final 4-stævne 28.-29. marts 2014 i Gigantium i Aalborg.

#### Semifinaler
| Dato  | Hold                  | Hold             | Resultat |
| ----- | --------------------- | ---------------- | -------- |
| 28.3  | KIF Kolding København | Skjern Håndbold  | 23-26    |
| 28.3  | Team Tvis Holstebro   | Aalborg Håndbold | 28-21    |
| Kilde |                       |                  |          |

#### Finale
| Dato  | Hold            | Hold                | Resultat |
| ----- | --------------- | ------------------- | -------- |
| 29.3  | Skjern Håndbold | Team Tvis Holstebro | 24-20    |
| Kilde |                 |                     |          |

## Kvinder

### 1/8-finaler
Elleve hold fra Jylland og fem hold fra Østdanmark (inkl. Fyn) har kvalificeret sig til 1/8-finalerne. Der blev trukket lod til 1/8-finalerne 2. juni 2014 og kampene spilles 29. - 31. august 2014. Roskilde Håndbold er videre til kvartfinalen uden kamp.
| Dato  | Hjemmehold           | Udehold             | Resultat |
| ----- | -------------------- | ------------------- | -------- |
| 29.8  | Bjerringbro fH       | Viborg HK           | 24-36    |
| 29.8  | Skanderborg Håndbold | Team Tvis Holstebro | 10-28    |
| 29.8  | Ringkøbing Håndbold  | FCM Håndbold        | 25-27    |
| 30.8  | Søndermarkens IK     | Randers HK          | 19-41    |
| 30.8  | Hadsten SK           | Skive fH            | 22-28    |
| 31.8  | BK Ydun              | København Håndbold  | 22-35    |
| 31.8  | TMS Ringsted         | HC Odense           | 14-33    |
| Kilde |                      |                     |          |

### Kvartfinaler
Her deltager de syv vinderhold fra 1/8-finalerne og Roskilde Håndbold, der var oversidder i 1/8-finalerne.
| Dato  | Hjemmehold         | Udehold             | Resultat |
| ----- | ------------------ | ------------------- | -------- |
| 1.10  | HC Odense          | Team Tvis Holstebro | 17-32    |
| 1.10  | København Håndbold | FCM Håndbold        | 16-22    |
| 1.10  | Roskilde Håndbold  | Viborg HK           | 19-29    |
| 1.10  | Skive fH           | Randers HK          | 22-29    |
| Kilde |                    |                     |          |

### Semifinaler
Her deltager de fire vinderhold fra kvartfinalerne.
| Dato  | Hjemmehold | Udehold             | Resultat |
| ----- | ---------- | ------------------- | -------- |
| 29.10 | Viborg HK  | Team Tvis Holstebro | 28-32    |
| 1.11  | Randers HK | FCM Håndbold        | 26-31    |
| Kilde |            |                     |          |

### Finale
Her deltager de to vinderhold fra semifinalerne. Kampen spilles i Jysk Arena i Silkeborg.
| Dato  | Hjemmehold          | Udehold      | Resultat |
| ----- | ------------------- | ------------ | -------- |
| 27.12 | Team Tvis Holstebro | FCM Håndbold | 26-32    |
| Kilde |                     |              |          |